# آنی وال بارنت
آنی وال بارنت (۱۹ سپتامبر ۱۸۵۹ – ۳/۴ سپتامبر ۱۹۴۲) نویسنده آمریکایی، ادیب، و شاعر بود. او به عنوان یکی از شاعران برجسته غرب ایالات متحده شناخته می‌شد.

## زندگی‌نامه
آنی کارپنتر در تاریخ ۱۹ سپتامبر ۱۸۵۹ در شهرستان ریچلند، ویسکانسین یا شهرستان کراوفورد، ویسکانسین به دنیا آمد. پدرش، جی.بی. کارپنتر، کشاورز بود که به‌طور ناگهانی زمانی که آنی سه ساله بود کشته شد. پس از مرگ او، آنی به مدت حدود سه سال با مادربزرگ مادری‌اش در ریچموند زندگی کرد. خانم کارپنتر در سال ۱۸۶۵ دوباره ازدواج کرد و آنی به خانه برگشت و در شهرستان کراوفورد زندگی کرد تا زمانی که دوازده ساله شد.
سلامت کارپنتر به او اجازه نمی‌داد که به‌طور مداوم به مدرسه برود، اما بخش عمده‌ای از تحصیلات خود را در خانه گذراند.
وقتی دوازده ساله بود، خانواده مادرش به شهرستان گرانت، ویسکانسین نقل مکان کردند. او از نظر علمی پیشرفت زیادی کرده بود و زمانی که هفده ساله شد، شغلی به عنوان معلم پیشنهاد شد.
اولین شعر کارپنتر زمانی که چهارده ساله بود منتشر شد. او به مدت چند سال به‌طور منظم برای «فارم اند فایرساید» (Farm and Fireside) می‌نوشت و به‌طور منظم برای سان شیکاگو و میلوکی سنتینل نیز می‌نوشت، همچنین برای بسیاری دیگر از روزنامه‌ها نیز مقاله می‌نوشت. او به مدت نزدیک به یک سال برای پرس پوبلو، کلرادو می‌نوشت تا اینکه به دلیل مشکلات سلامتی نتوانست به کار ادبی خود ادامه دهد. به مدت بیش از ۴۰ سال، او برای «مونتفورت میل» (The Montfort Mail) در مونتفورت، ویسکانسین مطالب ارسال می‌کرد.

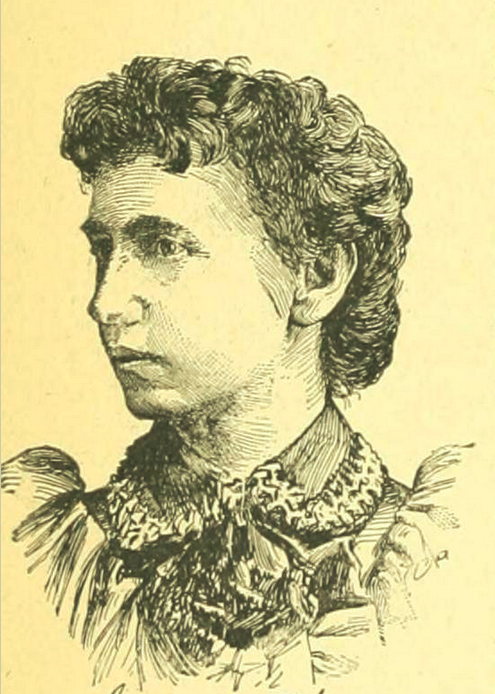
۱۸۹۴

در ۱۲ ژوئن ۱۸۷۸، او با برتون تی. وال ازدواج کرد، از ماریون، ایندیانا. پدرش، کشیش آل‌سان آر. وال (درگذشته ۱۹۰۷)، به مدت بیش از ۴۰ سال در کار وزارت کویکرها فعال بود. آقای و خانم برتون وال سه فرزند داشتند که از جمله آنها نورما راث وال (۱۸۹۱–۱۹۶۴) و دو فرزند دیگر که در نوزادی فوت کردند.
در سال ۱۸۸۴، آنی وال، که اکنون در مونتفورت، ویسکانسین زندگی می‌کرد، تعدادی شعر در ماه‌های گذشته نوشته بود که توجه محافل ادبی را جلب کرد و گفته می‌شد که این اشعار برابر با تولیدات الا ویلر ویلکاکس هستند یا حتی از آن‌ها برترند و او را شایسته جایگاهی در میان شاعران برجسته غرب آمریکا قرار می‌داد. در همان سال، به دلیل مشکلات سلامتی‌اش، تصمیم گرفتند به پوبلو، کلرادو نقل مکان کنند، جایی که شوهرش در کسب و کار تجاری مشغول شد و خانم وال وقت خود را بین فعالیت‌های هنری، ادبی و وظایف خانگی تقسیم می‌کرد. تا سال ۱۸۹۹، خانواده در پوبلو، کلرادو زندگی می‌کردند تا از سلامت آنی وال حمایت شود. کتاب «برگ‌های پراکنده» (Some Scattered Leaves)، که مجموعه‌ای از شعرهای او بود، در سال ۱۸۹۳ منتشر شد. توانایی او به عنوان یک هنرمند به او این امکان را داد که اشعار خود را در این کتاب و در یک کتابچه با رباطی برای شعرهای کریسمس خود نیز تصویرگری کند.
در سال ۱۹۰۵، آنی وال در رد بلاف، کالیفرنیا زندگی می‌کرد.
تا سال ۱۹۱۵، او به نام آنی وال بارنت شناخته می‌شد و در پترسون، کالیفرنیا زندگی می‌کرد، جایی که در نوامبر همان سال، یک عمل جراحی در خانه‌اش انجام داد. در اوت ۱۹۱۹، در نمایشگاه پترسون، آنی بارنت جایزه اول را برای شعر و تپه‌های پترسون، طراحی طبیعت و نقاشی با رنگ روغن به دست آورد و جایزه دوم را برای نقاشی با رنگ روغن، طراحی طبیعت هلو کسب کرد.
آنی وال بارنت در بیمارستان مائسترو، مودستو، کالیفرنیا در تاریخ ۴ سپتامبر ۱۹۴۲ درگذشت.